# فاغنر ريفيرا
فاغنر ريفيرا (18 سبتمبر 1972 في الإكوادور - ) هو لاعب كرة قدم إكوادوري في مركز الدفاع. لعب مع برشلونة جواياكويل ونادي فلامنغو ونادي إسبولي الرياضي ‏ ونادي أوداز أوكتبرينو.

## وصلات خارجية
- فاغنر ريفيرا على موقع قاعدة بيانات كرة القدم.إي يو (الإنجليزية)
- فاغنر ريفيرا على موقع ناشيونال فوتبول تيمز (الإنجليزية)